# Somatidia capillosa
Somatidia capillosa är en skalbaggsart som beskrevs av Arthur Sidney Olliff 1889. Somatidia capillosa ingår i släktet Somatidia och familjen långhorningar. Inga underarter finns listade i Catalogue of Life.